# Tadeusz Karwański

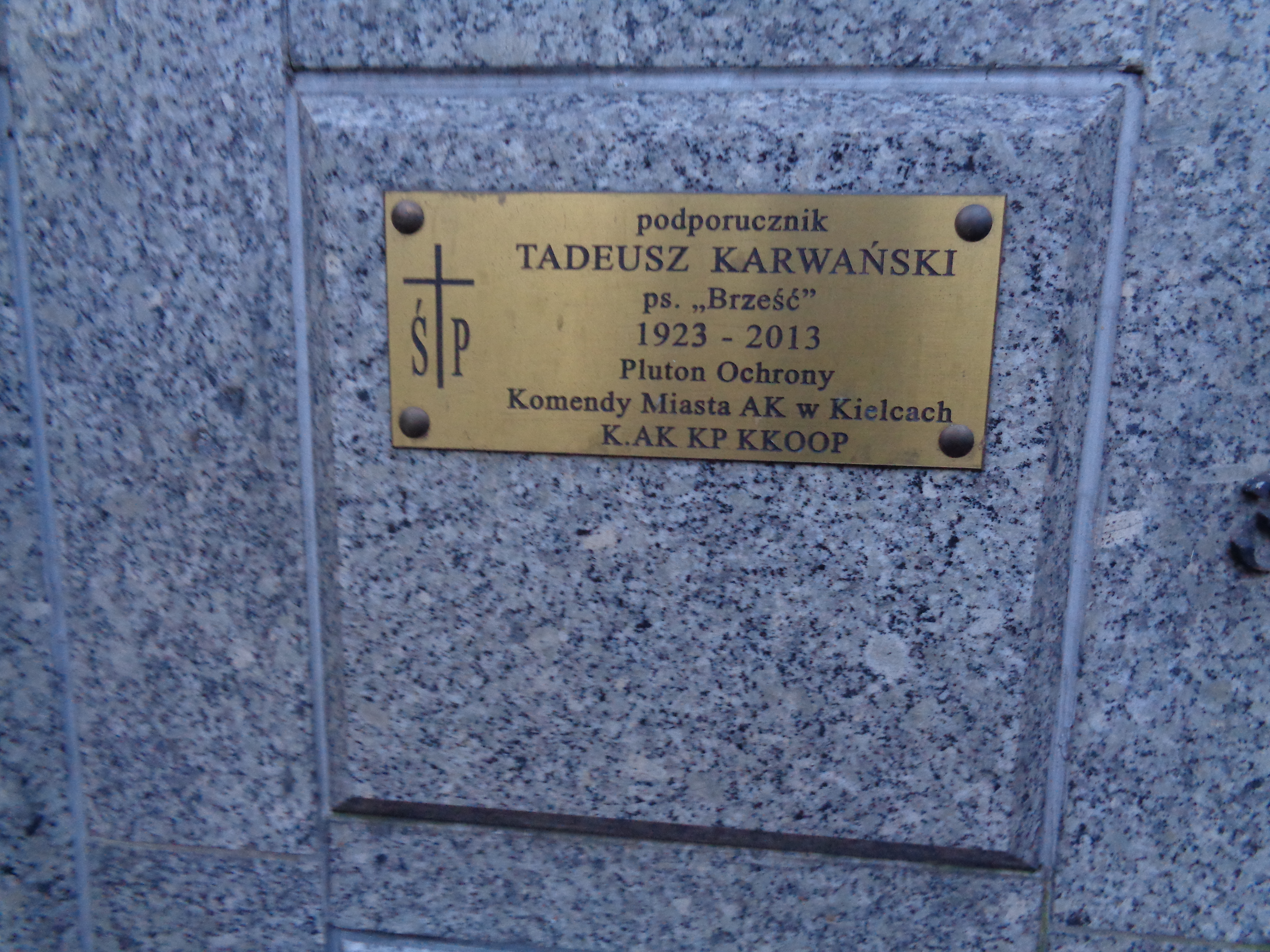
Grób Tadeusza Karwańskiego na Cmentarzu Wojskowym na Powązkach

Tadeusz Karwański (ur. 24 października 1923, Kielce, zm. 29 stycznia 2013, Warszawa) – polski kierownik produkcji filmowej.
W czasie wojny żołnierz Armii Krajowej (pseudonim „Brześć”), wojsko opuścił w stopniu podporucznika. Wieloletni szef produkcji głównych polskich zespołów filmowych — najpierw Zespołu Filmowego ZAF, 1955-56 Zespołu Filmowego „Iluzjon”, następnie 1972-77 Zespołu Filmowego „Pryzmat”, wreszcie 1982–89 Zespołu Filmowego „Profil”. Kierownik zdjęć m.in. w Zakazanych piosenkach (1946), następnie kierownik produkcji m.in. w filmach Gromada (1951), Nikodem Dyzma (1956), Pętla (1957), Krzyż Walecznych (1958), Giuseppe w Warszawie (1964), Ręce do góry (1967), Morderca zostawia ślad (1967), Wilcze echa (1968), Hallo Szpicbródka, czyli ostatni występ króla kasiarzy (1978) oraz Co mi zrobisz jak mnie złapiesz (1978). Zmarł po długotrwałej i ciężkiej chorobie. Pochowany został 6 lutego 2013 na Cmentarzu Wojskowym na Powązkach (Kwatera: D 18, KOL LEWE A rząd: 3, grób: 3). Członek Stowarzyszenia Filmowców Polskich. W 1983 odznaczony Krzyżem Kawalerskim Orderu Odrodzenia Polski.